# Jan Paweł Woronicz
Jan Paweł Woronicz herbu Pawęża, pseud. i krypt.: I. W.; J. W.; Jeden z Synów Ojczyzny (ur. 28 czerwca 1757 w Tajkurach lub Brodowie pod Ostrogiem, zm. 6/7 grudnia 1829 w Wiedniu) – polski duchowny rzymskokatolicki, kaznodzieja, jezuita do 1772, poeta, mówca, dziekan warszawskiej kapituły katedralnej, radca stanu w Radzie Stanu Księstwa Warszawskiego w 1812, opat komendatoryjny lądzki w 1812, biskup diecezjalny krakowski w latach 1816–1829, arcybiskup metropolita warszawski i prymas Królestwa Polskiego w latach 1828–1829.

## Życiorys
Urodził się na Wołyniu (w Tajkurach lub Brodowie), jako syn Piotra, dzierżawcy Brodowa i Tajkur, i Magdaleny z Jackowskich. Początkowo uczył się u jezuitów w Ostrogu na Wołyniu, gdzie ujawnił zdolności poetyckie, pisząc pierwsze sielanki. Tam też wstąpił wkrótce do zakonu jezuitów (5 września 1770), gdzie odbył 2-letni nowicjat i roczny kurs retoryki. Jednak wobec kasaty tego zakonu w roku 1773 został ostatecznie wyświęcony na księdza diecezjalnego. Wkrótce potem podjął studia w Akademii Wileńskiej, które zakończył z tytułem doktora obojga praw. W roku 1777 pracował w Ostrogu jako nauczyciel I klasy w szkole pojezuickiej. Począwszy od roku 1781 przebywał w Warszawie i w Osiecku u księdza Jędrzeja Reptowskiego (kanonik poznański i proboszcz Osiecka).
W latach 1783–1784 studiował teologię w seminarium św. Krzyża ks. ks. Misjonarzy (Warszawa). Dnia 3 marca 1784 (3 miesiące przed uzyskaniem święceń kapłańskich) został, dzięki poparciu A. Okęckiego (biskup poznański i warszawski), proboszczem w Liwie (stanowisko to objął prawdopodobnie dopiero w lipcu), uzyskując tym samym godność infułata. Wkrótce (11 listopada 1784) został także kanonikiem kijowskim. Podczas Sejmu Czteroletniego pracował w komisji do spraw religijnych. Był autorem mów sejmowych napisanych dla biskupów Kacpra Kazimierza Cieciszowskiego i Macieja Garnysza. W 1791 dzięki poparciu biskupa chełmskiego Wojciecha Skarszewskiego został audytorem kurii diecezji chełmskiej. Od 1794 był kanonikiem chełmskim. W czasie insurekcji kościuszkowskiej był komisarzem Komisji Porządkowej Księstwa Mazowieckiego. 12 marca 1795 objął kanonię warszawską. W listopadzie 1797 został kanonikiem wrocławskim. W 1800 wycofał się z życia hierarchii kościelnej i osiadł na probostwie w Kazimierzu Dolnym. Tam związał się z rodziną Czartoryskich osiadłą w niedalekich Puławach. Swój najlepszy poemat Świątynia Sybilli zadedykował wówczas księżnej Izabeli Czartoryskiej. W latach 1803–1815 był proboszczem w Powsinie. Utrzymywał jednak żywy kontakt z pobliską Warszawą, działając między innymi w Towarzystwie Przyjaciół Nauk.
Członek Izby Najwyższej Wojennej i Administracji Publicznej w 1806. Po utworzeniu Księstwa Warszawskiego mianowany został w 1808 członkiem Rady Stanu. W 1810 mianowany członkiem Sekcji Spraw Wewnętrznych i Obrządków Religijnych. W 1812 przystąpił do Konfederacji Generalnej Królestwa Polskiego.
W 1815 cesarz Aleksander I mianował go biskupem diecezjalnym krakowskim i senatorem Królestwa Polskiego. W 1827 został arcybiskupem metropolitą warszawskim i prymasem Królestwa Polskiego. 24 maja 1829 na Zamku Królewskim w Warszawie przewodniczył uroczystościom koronacyjnym cesarza Mikołaja I, który koronował się sam, prymas Woronicz podał mu jedynie koronę.
W 1828 był członkiem Sądu Sejmowego, mającego osądzić osoby oskarżone o zdradę stanu.
Zmarł w Wiedniu nocą 6/7 grudnia 1829. Pochowany został 8 stycznia 1830 w Krakowie na Wawelu. Jego pogrzeb był wielką manifestacją patriotyczną.
Jego najważniejsze utwory to: Zjawienie Emilki (1796/1797), Świątynia Sybilli (1801) i Hymn do Boga (15 V 1805). Zasłynął też jako homiletyk i mówca, jako retor wielokrotnie porównywany z Piotrem Skargą.
Odznaczony Orderem Świętego Stanisława I klasy w 1815. W 1829 odznaczony  Orderem Orła Białego.